# De Janitor
De Janitor is een Frans-Belgische stripreeks die begonnen is in april 2007 met Yves Sente als schrijver en François Boucq als tekenaar.

## Albums
Alle albums zijn geschreven door Yves Sente en getekend door François Boucq die ook meehielp met het schrijven van het vierde album. Alle albums zijn uitgegeven door Dargaud. Hoofdpersoon is Vince, een janitor in dienst van het Vaticaan, die een duister verleden met zich meedraagt.
| Nummer | Titel                      |
| ------ | -------------------------- |
| 1      | De engel van Malta         |
| 2      | Weekend in Davos           |
| 3      | De geesten van Porto Cervo |
| 4      | Spoken uit het verleden    |
| 5      | Satans proefbuis           |